# Ехепол
Ехепол је у грчкој митологији било име више личности.

## Митологија
1. У Хомеровој „Илијади“ је био Анхисов син. Он је Агамемнону поклонио кобилу Ету да не би био у обавези да иде у тројански рат. Остао је у Сикиону као веома богат човек.[1][2]
2. Такође у „Илијади“ и Талисијев син се звао Ехепол. Убио га је Антилох[3] у деветој години рата. Његов леш је покушао да опљачка Елефенор, али га је убио Тројанац Агенор.[4][5]